# Elección municipal de Nebaj de 2014
La elección municipal de Nebaj, Quiché, fue celebrada el día domingo 12 de enero de 2014 y en ella se eligió al alcalde y corporación municipal de dicho municipio.
El Tribunal Supremo Electoral, mediante el  Decreto 1- 2013, convocó a la repeteción de la elección municipal en Nebaj, luego de que la Corte de Constitucionalidad anulara la elección del 11 de septiembre de 2013 por el motivo de que en dicha elección no fue incluido en la papeleta de votación el exalcalde, Virgilio Bernal Guzmán. Por medio de un acuerdo entre el TSE y los candidatos a alcalde, el período del alcalde electo deberá finalizar el 15 de enero de 2016 y no durar cuatro años como lo establece la ley, además solo podrán participar aquellos candidatos que hallan sido inscritos en las elecciones celebradas en 2011.